# ピアノ協奏曲第2番 (メンデルスゾーン)
ピアノ協奏曲第2番 ニ短調 作品40, MWV O 11 は、フェリックス・メンデルスゾーンが1837年に作曲したピアノ協奏曲。

## 概要
『第1番 ト短調』（作品25）から約6年後の作品であり、『ヴァイオリン協奏曲 ホ短調』（作品64）と同様に楽章間の切れ目がない点は共通するが、第1番と異なり楽章間に主題的な関連はない。
1837年にバーミンガムで行われた音楽祭で、前年に初演された自身のオラトリオ『聖パウロ』（作品36）が再演されることになったが、その際にピアノ協奏曲も依頼され、この年の夏に作曲した。初演は1837年9月21日に同音楽祭で、メンデルスゾーン自身のピアノ独奏により行われ、賞賛を博した。
なお、メンデルスゾーンは『ヴァイオリン協奏曲 ホ短調』とほぼ同時期（1842年から1844年頃）にホ短調のピアノ協奏曲の作曲に着手したが、第2楽章までのピアノスコアと第1楽章冒頭のオーケストレーションのみで放棄した（調性などが一致するため、ヴァイオリン協奏曲に移行したと考えられている。詳しくは『ピアノ協奏曲 ホ短調』を参照）ため、第2番は完成した最後のピアノ協奏曲となった。

## 楽器編成
独奏ピアノ、フルート2、オーボエ2、クラリネット2、ファゴット2、ホルン2、トランペット2、ティンパニ、弦五部。

## 曲の構成
全3楽章、演奏時間は約24分。前述の通り、楽章間に切れ目がない。
- 第1楽章 アレグロ・アパッショナート
ニ短調、4分の4拍子、ソナタ形式。

有名な『ヴァイオリン協奏曲 ホ短調』の第1楽章に似た、非常に幻想的な楽章。前述のように、ホ短調のピアノ協奏曲は後にヴァイオリン協奏曲へと移行したが、同ピアノ協奏曲の持っていた豊かな幻想性は、この第2番の第1楽章に別の形で結実したと考えられる。ヴァイオリン協奏曲の第1楽章と同様に、情熱を秘めた第1主題に加え、神秘的で美しい第2主題が、この楽章の気分を決定づけている。

- 第2楽章 アダージョ・モルト・ソステヌート
変ロ長調、4分の2拍子、ロンド形式。

終始、夢見るような抒情的な楽章。

- 第3楽章 フィナーレ：プレスト・スケルツァンド
ニ長調、4分の3拍子、ロンド形式。

メンデルスゾーンらしい優雅な楽想。最後は管弦楽の全奏で堂々と華々しく結ばれる。